# Anagarika
No Budismo Teravada Anagarika (Pali: anāgārika/ā; lit., "sem lar") é uma pessoa que desistiu de grande parte ou todas as suas posses e responsabilidades mundanas para se comprometer totalmente à prática budista. É um status intemediário entre um monge e um leigo. Um anagarika toma oito preceitos por todo o período que está ordenado, que pode se por um tempo curto ou uma vida inteira. Anagarikas normalmente usam roupas ou mantos brancos, dependendo da tradição que seguem. Algumas tradições possuem cerimônias de ordenação para Anagarikas enquanto em outras apenas se toma os oito preceitos com uma intenção especial.
Em templos anagarikas são parte importante da comunidade, principalmente devido às restrições impostas aos monges pelas regras monásticas. Várias tarefas como cozinhar, manusear dinheiro e dirigir são normalmente realizadas pelos anagarikas. Eles se diferenciam dos leigos comuns pelo seu comprometimento com o Budismo, sendo que muitos mantém uma aspiração de ordenarem-se futuramente como monges. Em alguns monastérios um período como anagarika é requerido antes que se possa ter ordenação completa.